# شيرين بلاغ (تشايبارة)
شيرين بلاغ (بالفارسية: شیرین‌بلاغ) هي قرية تقع في أذربيجان الغربية في إيران. يقدر عدد سكانها بـ 591 نسمة .